# Smart ♯1
De Smart #1 is een elektrische auto, gemaakt door autoproducent Smart uit Duitsland en is het eerste voertuig dat geproduceerd wordt door de joint venture van de Mercedes-Benz Group en Geely. Het voertuig verscheen op 7 april 2022.

## Specificaties[3]

### Vervoer
De auto biedt aan vijf passagiers zitplaatsen, en er is standaard 273 liter kofferbakruimte beschikbaar, die uitgebreid kan worden tot maximaal 411 liter. De "frunk" of opslag onder de motorkap is 15 liter groot. De auto heeft dakrails en mag maximaal 50 kg dragen. Het voertuig kan worden voorzien van een trekhaak.

### Accu
De auto heeft een 66 kWh grote tractiebatterij waarvan 66 kWh bruikbaar is. Dit resulteert in een WLTP-gemeten actieradius van 440 km, wat neerkomt op 355 km in de praktijk. De accu is actief gekoeld.

### Opladen
De accu van de auto kan standaard worden opgeladen via een Type 2-connector met laadvermogen van 22 kW door gebruik van 3-fase 32 ampère, waarmee de auto in zo'n 3 uur en 45 minuten van 0 % naar 100 % geladen kan worden. Bij gebruik van een snellader met een CCS-aansluiting kan een laadsnelheid van maximaal 150 kW worden bereikt, waarmee de auto in minimaal 29 minuten van 10 % naar 80 % geladen kan worden, wat neerkomt op een snellaadsnelheid van 510 km/u.

### Prestaties
De elektronische aandrijflijn van de auto kan 200 kW aan vermogen leveren, waarmee de auto met 343 Nm koppel in zes seconden kan optrekken van 0 naar 100 km/u. De maximale snelheid die bereikt kan worden is ongeveer 180 km/u.

## Galerij

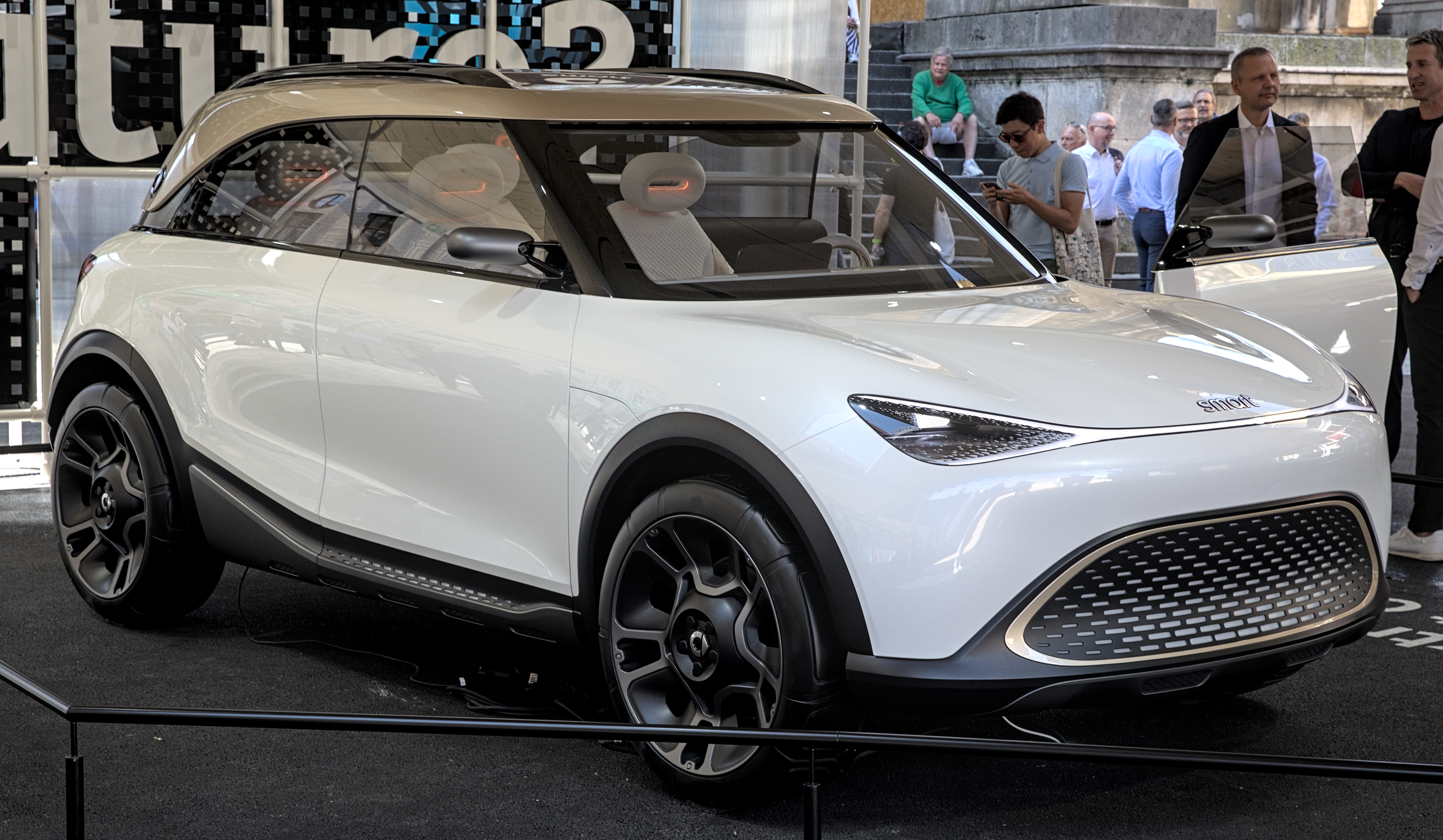
Voorzijde conceptmodel
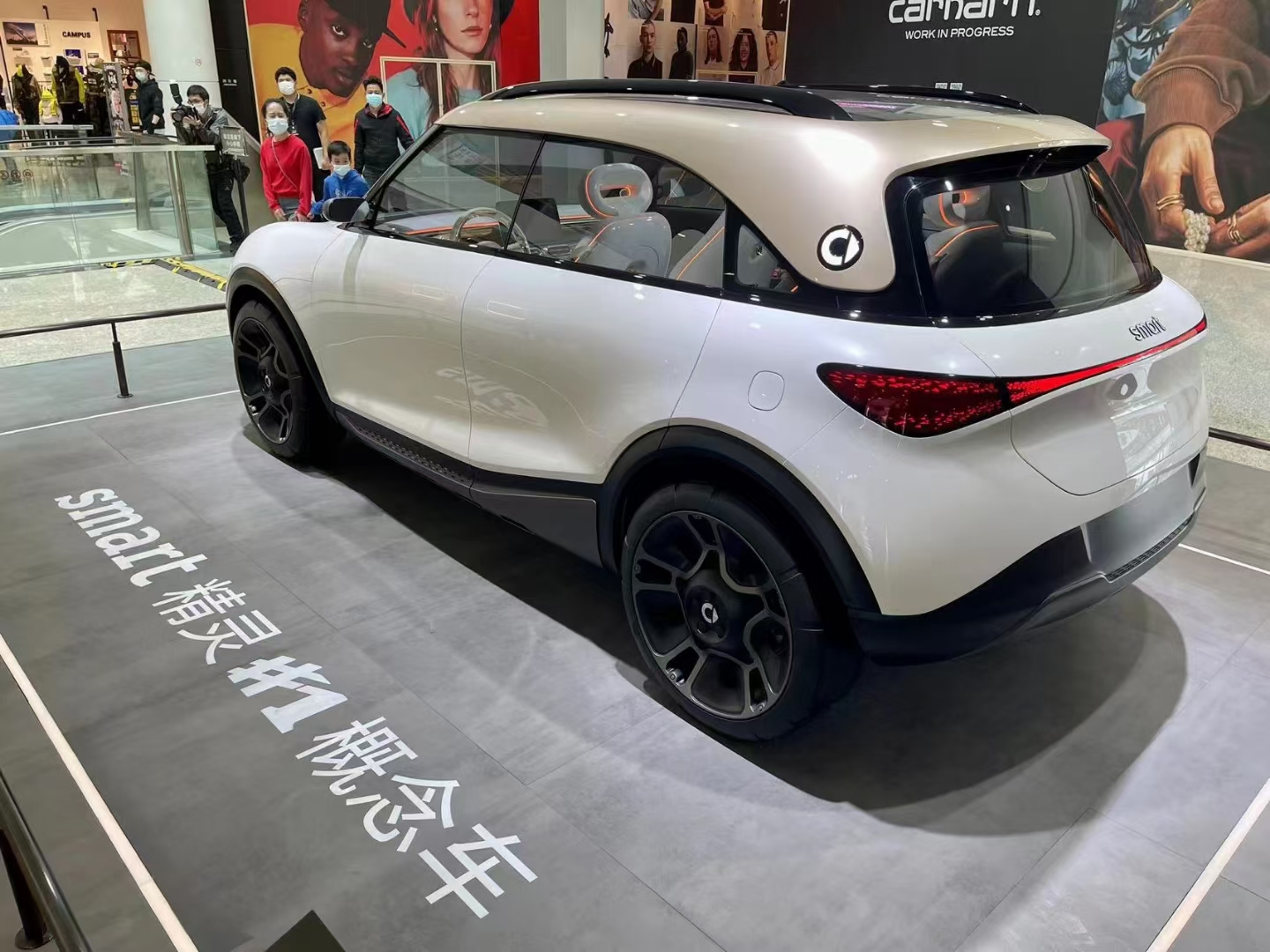
Achterzijde conceptmodel
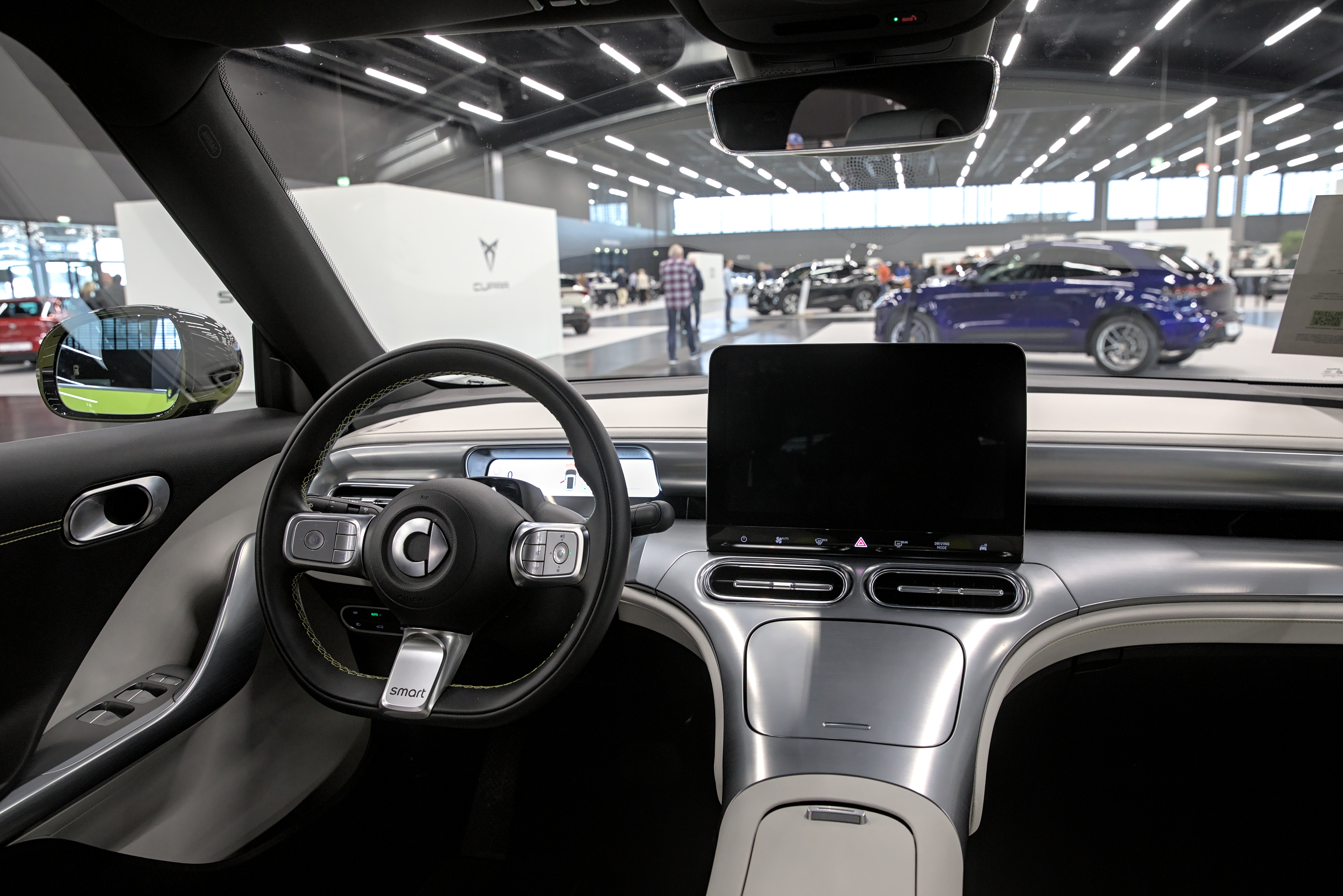
Interieur